# 磐安南站
磐安南站位于浙江省金华市磐安县冷水镇小章村，是金台铁路上的车站。车站由金温铁道公司管辖，为办理客运业务的中间站。
磐安南站及金台铁路将结束磐安县无铁路的历史。为使线路经过磐安，金台铁路自缙云壶镇引出后折向东北，经过磐安县境的冷水、仁川后折回东南方向至仙居横溪，形成一个三角形的两边，增加了近10亿元人民币投资。车站于2016年开工，由中铁十二局集团第一工程有限公司负责施工。其中站房于2020年6月封顶，12月完工。

## 车站结构
磐安南站建筑面积2997平方米，地上二层，外立面设计以黑色和白色为主。另建有信号楼、配电房、派出所等用房等设施。车站站场设有4条股道和550米长的客运站台1座，北侧设有面积6600平方米的货场。